# Easter egg
Easter egg (dosł. z ang. „jajko wielkanocne”) – ukryte przed użytkownikiem treści w interaktywnych produktach cyfrowych (gry, aplikacje, filmy) lub jawne nawiązanie do innej treści, ale w oczywisty sposób niepasujące do treści/fabuły produktu (często łamanie czwartej ściany). Mają najczęściej akcent humorystyczny lub nawiązują do innego znanego produktu (gry/filmu/postaci/książki itd.). Znalezienie takiego nawiązania często wymaga wykonania odpowiednich czynności, wciśnięcia kombinacji klawiszy, dostania się w trudno dostępny zakamarek, zdobycia wszystkich ukrytych przedmiotów itp., chociaż coraz częściej wymagają jedynie skojarzenia ze strony użytkownika (np. tekst/dialog mówiony, będący cytatem z filmu/książki, strój postaci czy plakat reklamowy).

## Geneza
Nazwa nawiązuje do zabawy w „polowanie na ukryte jajka wielkanocne”, w której dzieci muszą zebrać do koszyka wszystkie ukryte przez dorosłych wielkanocne jajka (najczęściej na świeżym powietrzu, ale zabawa może też odbywać się w domu). W trakcie produkcji filmu „The Rocky Horror Picture Show” twórcy postanowili zabawić się w tę grę. Część jaj nie została odnaleziona i można dostrzec je w poszczególnych momentach filmu.

## Gry komputerowe
Pierwszy easter egg w historii gier komputerowych wywodzi się z tytułu Adventure. Z tą grą związane jest także powstanie terminu „easter egg”.
W branży elektronicznej rozrywki easter eggi mają często charakter humorystyczny, choć pełnią również inne funkcje:
- nawiązanie do historycznych gier komputerowych celem podkreślenia ich wkładu w rozwój branży (np. w Dishonored występuje nawiązanie do Thief: The Dark Project),
- wzbogacenie świata gry o elementy podkreślające klimat danej produkcji (np. w Batman: Arkham City ukazujący umiejscowienie Stracha na Wróble),
- nagrodzenie gracza za poszukiwania easter eggów (ukazanie sekretnego zakończenia w Penumbra: Requiem po odnalezeniu wszystkich sekretów).

Obecnie określenie używane jest również w kryptografii. Jeden z typów dynamicznego cyfrowego znaku wodnego używanego w oprogramowaniu. Aktualnie coraz mniej stosowany ze względu na łatwość wytropienia w kodzie oprogramowania przy pomocy narzędzi debugujących. Dzięki unikatowej kombinacji danych wejściowych wyświetla się informacja o prawach autorskich.